# ادا ماگنسون
ادا ماگنسون (انگلیسی: Edda Magnason؛ زادهٔ ۲۲ اوت ۱۹۸۴) موسیقی‌دان اهل سوئد است.